# Doxepin
Doxepin ist ein Arzneistoff aus der Gruppe der trizyklischen Antidepressiva.

## Chemische Struktur und Isomerie
Doxepin wird als Hydrochlorid eingesetzt und ist ein cis,trans-Stoffgemisch aus
- ca. 85 % (E)-3-(Dibenzo[b,e]oxepin-11-(6H)-yliden)-N,N-dimethylpropan-1-amin·Hydrochlorid (Synonym: trans-3-(Dibenzo[b,e]oxepin-11-(6H)-yliden)-N,N-dimethylpropan-1-amin·Hydrochlorid) und
- ca. 15 % (Z)-3-(Dibenzo[b,e]oxepin-11-(6H)-yliden)-N,N-dimethylpropan-1-amin·Hydrochlorid (Synonym: cis-3-(Dibenzo[b,e]oxepin-11-(6H)-yliden)-N,N-dimethylpropan-1-amin·Hydrochlorid).[4]

## Eigenschaften
Doxepin wirkt primär stark dämpfend und wird daher außer zur Stimmungsaufhellung oft zur Sedierung verwendet.

## Wirkung
Doxepin wirkt im ZNS als Hemmstoff der Monoamin-Rückaufnahme aus dem synaptischen Spalt in die präsynaptischen Vesikel, außerdem anticholinerg, antihistaminisch und adrenolytisch (die Wirkung von Adrenalin aufhebend). Die durch die (unselektive) Rückaufnahmehemmung erhöhte Verfügbarkeit von Serotonin und Noradrenalin zur neuronalen Übertragung führt zu einer Milderung depressiver Symptome.
Die Beeinflussung mehrerer Transmittersysteme durch Doxepin erzeugt dessen charakteristische Nebenwirkungen, die weitgehend denen der übrigen trizyklischen Antidepressiva entsprechen.
Die sedierende Wirkung vermindert sich oft während einer längeren Einnahme.
Die erwünschte Stimmungsaufhellung tritt erst nach einer Einnahmedauer von zwei bis drei Wochen ein.
Die optimale Erhaltungsdosis liegt gewöhnlich zwischen 30 und 50 mg pro Tag.

## Indikationen
Doxepin ist zugelassen zur Therapie von Angst- und Depressionszuständen bei:
- Angstneurosen (mit oder ohne somatische Symptome), reaktiven Depressionen, depressiven Angstzuständen, Alkoholismus;
- psychotischen Depressionen, einschließlich endogenen Depressionen;
- depressiven Phasen der manisch-depressiven Reaktionen;
- Depressionen post partum und Altersdepressionen (Involutionsdepression);
- (leichten) Entzugssymptomen bei Alkohol-, Arzneimittel- oder Drogenabhängigkeit.[5]

Patienten mit folgenden Symptomen sprechen üblicherweise auf die Behandlung mit Doxepin an: innere Spannung, Überängstlichkeit, Unruhe, Schlaflosigkeit, funktionelle somatische Beschwerden, Interesselosigkeit, Schuldgefühle, psychomotorische Retardierung, Hypochondrie.
Doxepin wird neben seiner Verwendung als Antidepressivum auch in der Suchttherapie verwendet, speziell bei Opiatabhängigen.

## Unerwünschte Wirkungen
Doxepin hat wie andere trizyklische Antidepressiva vor allem anticholinerge Nebenwirkungen (Mundtrockenheit, Hypotonie und Tachykardie, Mydriasis und Akkommodationsstörungen, Magen-Darm-Probleme und Miktionsstörungen).
Außerdem bringt es spezielle Risiken für das Herz mit sich (Erregungsleitungs- und Herzrhythmusstörungen bei verlängerter QTc-Zeit im EKG), ferner können Blutbildveränderungen wie Leukopenie oder Agranulozytose auftreten. Wegen der starken anticholinergen Komponente kommt es unter Doxepin häufiger als bei anderen Trizyklika zu einem pharmakogenen Delir. Selten kommt es auch zum Syndrom der inadäquaten ADH-Sekretion SIADH.

## Interaktionen mit UV-Licht
Durch Interaktion des UV-Anteils des natürlichen Sonnenlichts oder künstlicher UV-Quellen (Solarium oder UV-Therapiegeräte) mit dem Doxepin-Molekül kann eine phototoxische Reaktion auftreten, bei einer UV-Dosis, die normalerweise problemlos vertragen wird. Die Symptome entsprechen (im Ausprägungsgrad abhängig von der UV-Dosis, der Doxepin-Dosis und dem Hauttyp) der einer akuten Dermatitis bzw. eines akuten Sonnenbrands mit Rötung, Ödem, Blasenbildung und Schuppung.

## Interaktionen mit Alkohol
Bei Patienten mit hohem Alkoholkonsum muss daran gedacht werden, dass die Gefahr einer beabsichtigten oder unbeabsichtigten Überdosierung von Doxepin besteht.

## Anwendung in der Schwangerschaft/Stillzeit
Zu einer Anwendung von Doxepin während der Schwangerschaft liegen bislang keine ausreichenden Erfahrungen vor. Daten von 118 während des ersten Schwangerschafts-Trimenons Doxepin-exponierten Neugeborenen deuten darauf hin, dass die Missbildungsrate möglicherweise erhöht ist. In tierexperimentellen Studien zeigte Doxepin keine teratogenen Effekte, jedoch wurde eine Beeinträchtigung der Fertilität beobachtet. Daher darf Doxepin nur bei zwingender Notwendigkeit und nach strenger Nutzen-Risiko-Abwägung angewandt werden.
Doxepin und sein aktiver Metabolit gehen in die Muttermilch über. Es liegt ein Bericht vor über Apnoe und Schläfrigkeit bei einem Säugling, dessen Mutter Doxepin eingenommen hatte. Wegen seines Potentials an Nebenwirkungen beim Säugling wird vom Stillen während einer Doxepin-Therapie abgeraten.

## Pharmakokinetik
Absorption: 2–4 Stunden nach einmaliger Einnahme von 75 mg Doxepin werden Serum-Spitzenwerte von 26,1 (8,8–47,4) ng/ml erreicht.
Distribution: Das Verteilungsvolumen beträgt 20,2 (9,1–33,3) l/kg. Die Proteinbindung liegt für Doxepin wie auch für dessen Metaboliten Desmethyldoxepin um 76 %.
Metabolismus: Die Metabolisierung von Doxepin umfasst Demethylierung, N-Oxidation, Hydroxylierung und Glucuronid-Bildung. Doxepin wird in der Leber in erheblichem Ausmaß (First-Pass-Effekt: 55–87 %) zum ebenfalls wirksamen Desmethyldoxepin metabolisiert; dessen durchschnittliche Serum-Spitzenwerte beliefen sich nach 2–10 Stunden auf 9,7 (4,8–14,5) ng/ml.
Elimination: Die durchschnittliche Halbwertszeit des unveränderten Doxepins beträgt 17 (8–24) Stunden, die durchschnittliche Plasma-Clearance 0,84 l/kg/Stunden. Die Halbwertszeit von Desmethyldoxepin beträgt 51 (33–80) Stunden. Bei Einnahme von 75 mg täglich werden die Steady-state-Spiegel am neunten Tag erreicht.

## Genotoxisches Potential
Für einige trizyklische Antidepressiva incl. Doxepin wird eine Erhöhung des Brustkrebsrisikos diskutiert, wobei eine Reihe von Übersichtsarbeiten und Metaanalysen diese Hypothese nicht bestätigen konnten.
Laut der Fachinformation wurde Doxepin nur unzureichend bezüglich mutagener Wirkungen geprüft. Bisherige Tests verliefen negativ. Langzeituntersuchungen am Tier auf ein tumorerzeugendes Potenzial liegen nicht vor.

## Darreichungsformen
Neben Tabletten, Dragees und anderen Zubereitungen zur oralen Einnahme gibt es auch eine Injektionslösung.

## Handelsnamen
Monopräparate
Aponal (D), Doneurin (D), Mareen (D), Sinequan (A, nicht mehr am Markt), Sinquan (CH, nicht mehr am Markt), diverse Generika (D)